# John Barber
John Barber   (Little Marlow, 22 de juliol de 1929 - Palma, 4 de febrer de 2015)va ser un pilot de curses automobilístiques britànic que va arribar a disputar curses de Fórmula 1.
John Barber va néixer el 22 de juliol del 1929 a Little Marlow, Buckinghamshire, Gran Bretanya.

## A la F1
Va debutar a la primera cursa de la quarta temporada de la història del campionat del món de la Fórmula 1, la corresponent a l'any 1953, disputant el 18 de gener el GP de l'Argentina al Circuit Oscar Alfredo Galvez.
John Barber va participar en aquesta única cursa puntuable pel campionat de la F1, acabant-la en vuitena posició a set voltes del guanyador.

## Resultats a la Fórmula 1
| Any  | Equip              | Xassís | Motor   | 1     | 2   | 3   | 4   | 5   | 6   | 7   | 8   | 9   | Posició | Punts |
| ---- | ------------------ | ------ | ------- | ----- | --- | --- | --- | --- | --- | --- | --- | --- | ------- | ----- |
| 1953 | Cooper Car Company | Cooper | Bristol | ARG 8 | 500 | HOL | BEL | FRA | GBR | ALE | SUI | ITA | -       | 0     |

### Resum
| Curses: | Victòries: | Pòdiums: | Poles: | Voltes ràpides: | Punts: |
| ------- | ---------- | -------- | ------ | --------------- | ------ |
| 1       | 0          | 0        | 0      | 0               | 0      |